# Saskilakh
Saskilakh (en rus: Саскылах) és un poble de la república de Sakhà, a Rússia, que en el cens del 2010 tenia 2.317 habitants, és seu administrativa del districte homònim.